# Wijan Ponlid
Wijan Ponlid (ur. 26 kwietnia 1976) – tajski bokser, złoty medalista igrzysk olimpijskich w Sydney.
W pierwszym pojedynku na turnieju olimpijskim pokonał Wardana Zakarjana (RSC 4), następnie zwyciężył Andrew Koonera (11–7), Manuela Mantillę (19–8) i Wołodymyra Sydorenkę (14-11). W finale pokonał Bułata Dżumadiłowa w stosunku 19–12.